# Zachtronics
Zachtronics LLC — студия-разработчик инди-игр, наиболее известная разработкой технических головоломок и игр для программистов. Zachtronics была основана Заком Бартом, который работает в студии в качестве ведущего дизайнера.

## История
Zachtronics была основана американским геймдизайнером и программистом Заком Бартом. Барт создавал игры с детства. В юности он поступил в Политехнический институт Ренсселера, чтобы развить навыки программирования, где вступил в клуб разработчиков игр. В политехническом институте Барт изучал проектирование компьютерных систем и информатику. Он стал одним из трёх студентов, возглавивших междисциплинарную команду CapAbility Games Research Project, являющуюся плодом сотрудничества института и Центра обслуживания инвалидов в Олбани, Нью-Йорк. В 2008 году команда выпустила Capable Shopper, компьютерную игру в жанре симулятора покупок для игроков с различными степенями инвалидности.
Первыми играми Барта были бесплатные браузерные игры, размещённые на его личном сайте. Одной из этих игр являлся Infiniminer, ставший предшественником Minecraft. Среди его ранних некоммерческих проектов было 12 игр, опубликованных на старом сайте, и «пять хороших», перенесённых им на новый сайт. Четыре из этих игр использовали Flash для обеспечения кроссплатформенности, несмотря на «ужасное» окружение разработчика Flash. Ещё одна игра была основана на .NET для большего удобства разработки. SpaceChem также использовала .NET, поскольку Барт считал C# «лучшим когда-либо созданным языком программирования». По маркетинговым причинам Барт решил не использовать XNA с его возможностью опубликовать игру на Windows и Xbox 360 и переключился на OpenGL, что позволило ему написать игру для трёх операционных систем, что требовалось для её включения в Humble Indie Bundle.
После окончания разработки The Codex of Alchemical Engineering и получения положительных отзывов, Барт пришёл к идее создания коммерческих игр. Первой такой игрой стала SpaceChem, для которой он придумал бренд Zachtronics. После того как несколько его идей не увидели свет, под давлением фанатов, ожидающих от студии выпуска следующей игры, он попробовал сделать Ironclad Tactics, являющуюся скорее карточной игрой в реальном времени, нежели головоломкой. Ironclad Tactics была не такой успешной, как SpaceChem, что натолкнуло Барта на мысль, что рынок разрабатываемых им до этого головоломок был больше, и вернулся к разработке игр на Flash. Сначала он принялся за доработку The Codex of Alchemical Engineering до полноценного коммерческого выпуска, однако в результате пришёл к разработке Infinifactory, а затем TIS-100.
В 2015 году Барт присоединился к Valve для работы над SteamVR, где проработал десять месяцев и ушёл. Примерно одновременно с началом работы в Valve, Барт рассматривал возможность закрыть Zachtronics из-за стресса ведения собственного бизнеса и обретения новых обязанностей в Valve. Где-то между выпуском TIS-100 и Shenzhen I/O Барт заключил контракт с Alliance Media Holdings, предложившей выкупить студию и заняться публикацией игр, сохранив возможность Барту свободу творчества.
После поглощения студии были выпущены игры Shenzhen I/O, Opus Magnum, духовный наследник The Codex, и Exapunks.
В июне 2019 году студия выпустила книгу Zach-like, включающую дизайн-документы и другие справочные материалы, используемые Бартом и его командой для разработки игр. Zachtronics воспользовались Kickstarter для распространения физических копий книги в первой половине 2019 года, а в июне выпустили бесплатную электронную книгу через Steam вместе с набором старых игр Барта.
Также в июне 2019 года была запущена программа Zachademics, позволяющая образовательным и некоммерческим организациям бесплатно скачивать и использовать Infinifactory, TIS-100, Shenzen I/O, Opus Magnum и Exapunks в образовательных целях. Ранее Zachtronics предлагали SpaceChem для этих же целей.
В июне 2022 года Zachtronics объявили, что Last Call BBS, вероятно, станет их последней игрой, поскольку Барт нашёл работу в сфере образования. Также, по словам Барта, все игры Zachtronics были головоломками одного типа, и распад студии поможет её работникам попробовать себя в играх других жанров.

## Разработанные игры
- Infiniminer (2009)
- SpaceChem (2011)
- Ironclad Tactics (2013)
- Infinifactory (2015)
- TIS-100 (2015)
- Shenzhen I/O (2016)[16]
- Opus Magnum (2017)[17]
- Exapunks (2018)[18]
- Eliza (2019)[19]
- MOLEK-SYNTEZ (2019)[20]
- Last Call BBS (2022)